# Kruchaweczka odchodowa
Kruchaweczka odchodowa (Psathyrella hirta Peck  – gatunek grzybów należący do rodziny kruchaweczkowatych (Psathyrellaceae).

## Systematyka i nazewnictwo
Pozycja w klasyfikacji według Index Fungorum: Psathyrella, Psathyrellaceae, Agaricales, Agaricomycetidae, Agaricomycetes, Agaricomycotina, Basidiomycota, Fungi.
Synonimy:
- Drosophila coprobia (J.E. Lange) Kühner & Romagn., 1953
- Psathyra coprobia J.E. Lange 1940
- Psathyra coprobia J.E. Lange 1939
- Psathyra semivestita var. coprobia J.E. Lange 1936
- Psathyrella coprobia (J.E. Lange) A.H. Sm. 1941

Polską nazwę zaproponował Władysław Wojewoda w 2003 r.

## Występowanie
Opisano występowanie kruchaweczki odchodowej w wielu krajach Europy oraz na pojedynczych stanowiskach w Ameryce Północnej i Australii. Władysław Wojewoda w swoim zestawieniu grzybów wielkoowocnikowych Polski w 2003 r. podaje tylko 2 jej stanowisk z uwagą, że rozprzestrzenienie tego gatunku w Polsce i stopień zagrożenia nie są znane. 
Saprotrof. Rozwija się na odchodach bydła i koni.